# Matyáš Hummel
Matyáš Hummel (1732 Vídeň – 20. února 1800 Praha), někdy psán jako Mathias Hummel nebo i Matěj Humel, byl klasicistní architekt a stavitel rakouského původu působící v Čechách.

## Život a dílo
Podrobnější údaje o životě a rodině tohoto stavitele nejsou známy. V roce 1758 získal měšťanské právo na pražské Malé Straně. V roce 1761 výhodně koupil prázdné stavební místo na Kampě a pravděpodobně v letech 1769–1774 si tam vystavěl obytný dům v pozdně barokním až klasicistním stylu; ten je známý jako Humlův dům (nebo také Trnkův dům).
Jeho jméno je často zmiňováno zejména v souvislosti s klasicistními stavbami a přestavbami významných nebo památkově chráněných objektů, především v Praze. Často pracoval pro šlechtické rody: po roce 1760 pro Černíny, od roku 1765 byl ve službách hraběte Františka Adama Vratislava z Mitrovic, v roce 1773 byl přijat jako stavitel Karla Egona Fürstenberga. V roce 1766 byl zmiňován jako fortifikační stavitel a v roce 1776 jako dvorní stavitel. Z roku 1787 je znám jeho (nerealizovaný) projekt adaptace letohrádku Belveder na státní hvězdárnu.

#### Některé stavby v Praze, které realizoval nebo se na nich podílel:
- úprava domu U Bílé vody, čp. 319 v Jánské ulici na Malé Straně (1761)[5]
- přestavba kostela Nanebevzetí Panny Marie v Třeboradicích[6]
- vnitřní přestavba Kounického paláce v Panské ulici na Novém Městě (1782)[7]
- předěl gotické obecní síně ve východním křídle Staroměstské radnice na dvě patra (1784–1787)[8]
- přístavba křídla panského dvora, tzv. zámku v Jinonicích (1789)[9]
- přestavba zrušeného kostela sv. Máří Magdaleny (1790)[10]
- přestavba Lichtenštejnského paláce na Malostranském náměstí včetně klasicistního průčelí (1791)
- úpravy Hartigovského paláce (kolem 1795)[3]
- klasicistní přístavek u vchodu do Zrcadlové kaple Klementina[11]

#### Mimo Prahu:
- úpravy zámku v Jincích (1766)[12]
- stavba zámku v Bolechovicích s kaplí sv. Jana Nepomuckého (1770–1775)
- úpravy zámku Loučeň (1776–1780)[13]
- stavba kostela sv. Kateřiny v Pavlíkově (1776–1785)[2]
- úpravy zámku v Dobrovici (1780)[14]
- klasicistní a antikizující pavilónky v zámeckém parku ve Veltrusích (patrně podle návrhu Jiřího Fischera): Červený mlýn, Laudonův pavilon, Chrám přátel venkova a zahrad, Čínská bažantnice (1792–1797)[15]

## Galerie

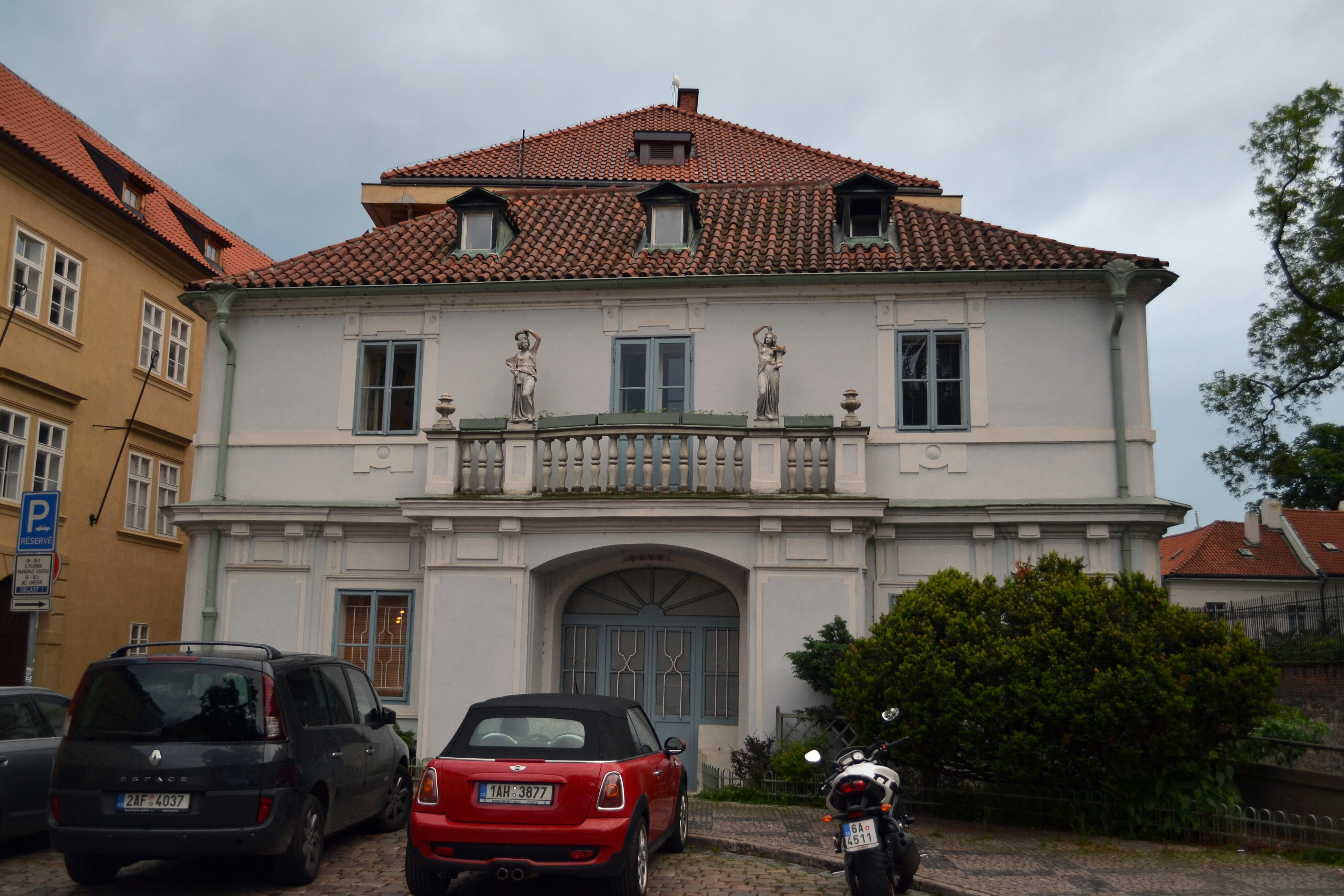
Humlův neboli Trnkův dům
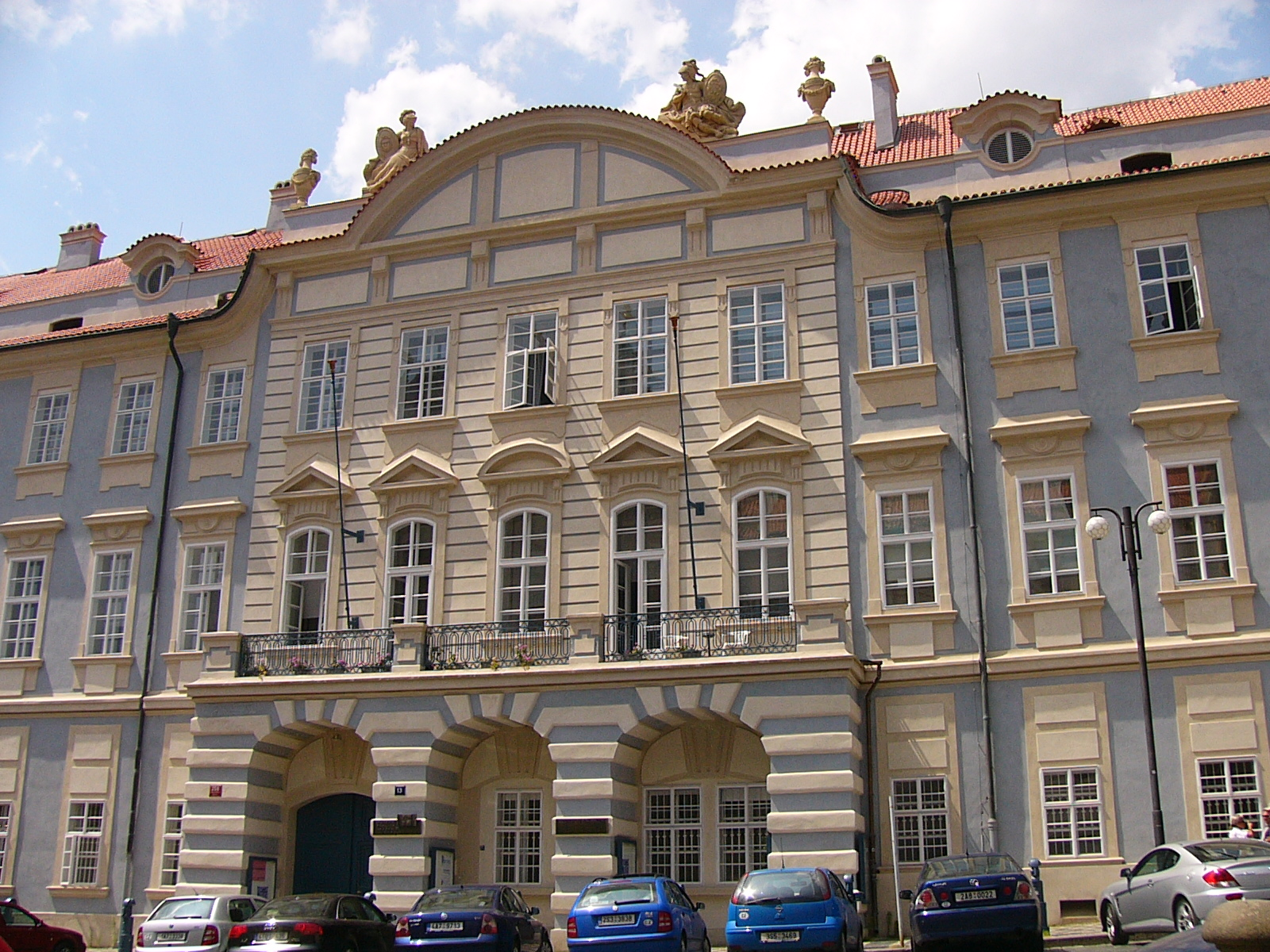
Průčelí Lichtenštejnského paláce
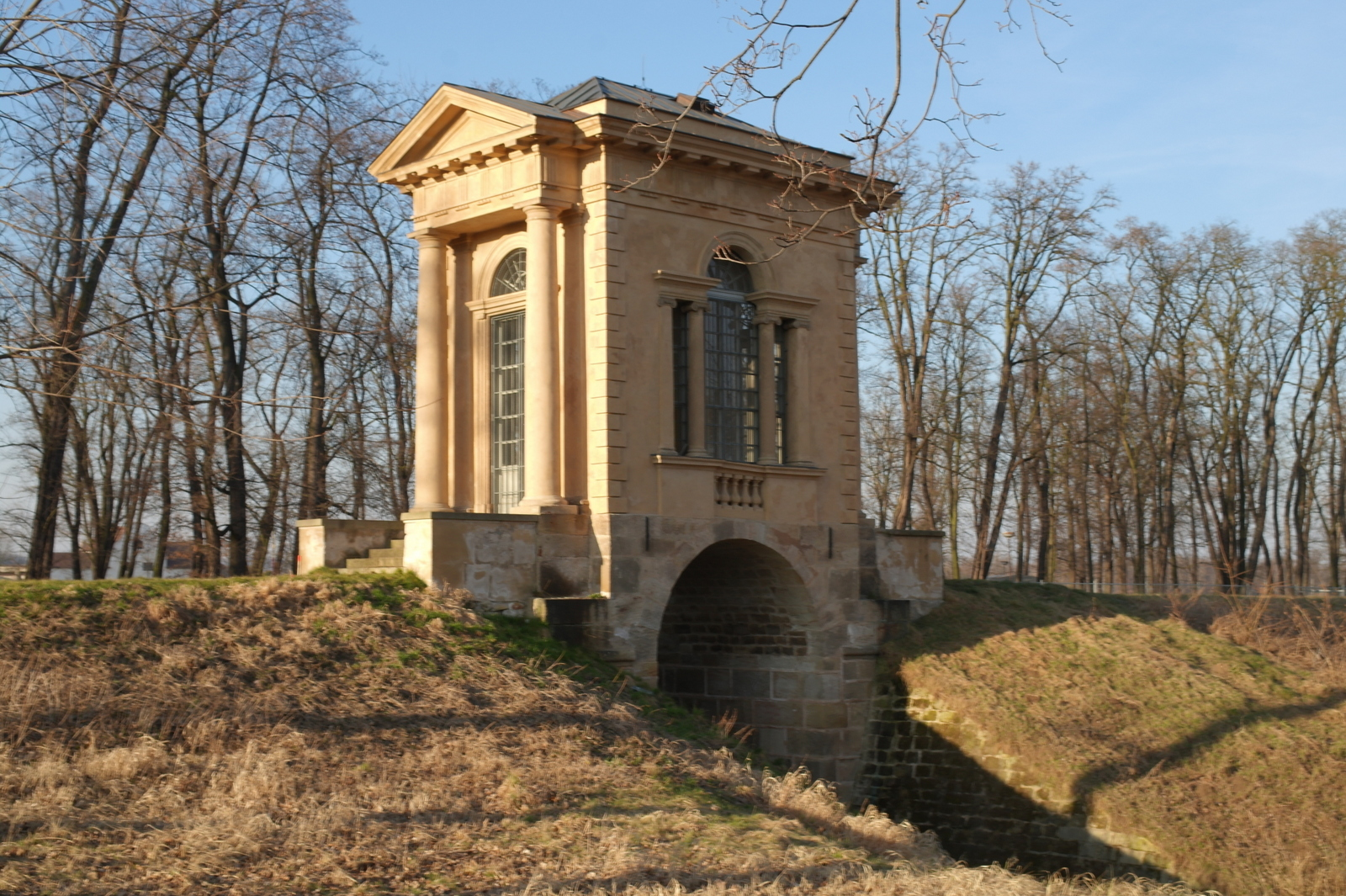
Laudonův pavilon, zámecký park Veltrusy
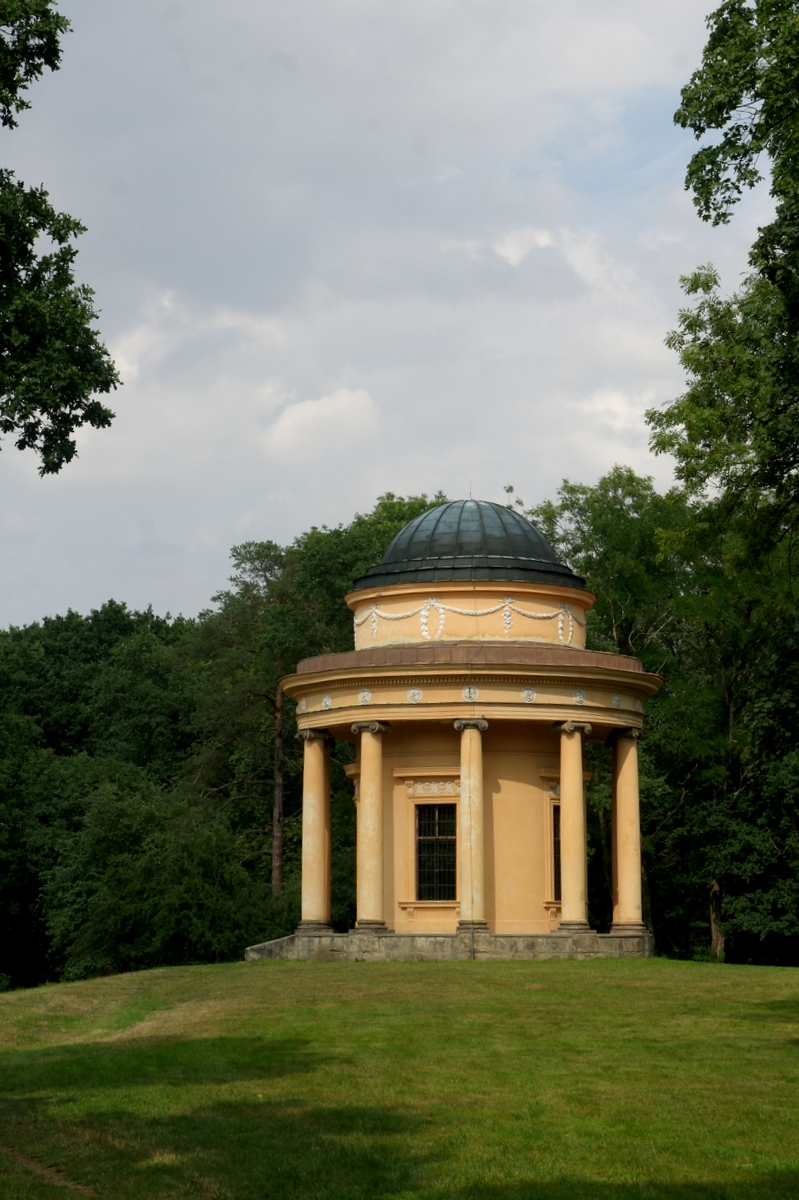
Chrám přátel venkova a zahrad, zámecký park Veltrusy